# South Stream
South Stream (lett. "flusso meridionale") era un progetto volto alla costruzione di un nuovo gasdotto atto a connettere direttamente Russia ed Unione europea, eliminando ogni Paese extra-comunitario dal transito. South Stream era un progetto sviluppato congiuntamente da Eni, Gazprom, EDF e Wintershall.
Le relazioni energetiche tra Italia e Russia sono state caratterizzata per quasi dieci anni dal progetto del gasdotto South Stream, progettato d'intesa tra la compagnia italiana Eni e il gigante statale russo Gazprom in base ad accordi commerciali siglati a partire dalla fine del 2006. Così come il progetto gemello Nord Stream che connette Russia e Germania, South Stream aveva l'obiettivo di connettere direttamente il gas di produzione russo ai mercati dell'Europa centro-meridionale (Italia, Austria ed Europa centrale) attraverso un percorso sul fondo del mar Nero che evitasse il passaggio per paesi extracomunitari, soprattutto l'Ucraina. Il progetto sollevò varie questioni, tanto di interesse strategico (come l'accusa di aumentare la dipendenza europea dal gas russo) quanto di corruzione e conflitto d'interessi (in particolare in relazione alle società collegate a Silvio Berlusconi, come notato anche in documenti diplomatici pubblicati da Wikileaks). Il progetto South Stream è stato abbandonato nel 2014 a seguito di forti pressioni USA sul governo bulgaro e dell'annessione della Crimea da parte della Russia e le conseguenti sanzioni imposte dalla comunità internazionale.
Secondo i programmi iniziali del progetto, i lavori per la realizzazione della prima delle 4 linee (in parallelo) dovevano essere conclusi entro la fine del 2015 e le consegne di gas dovevano iniziare immediatamente dopo. Entro la fine del 2017 invece era previsto il completamento dell'intero progetto.

## Storia
Il 23 giugno 2007 (durante il governo Prodi II) la compagnia italiana Eni e il gigante statale russo Gazprom hanno firmato un memorandum d'intesa per la realizzazione del gasdotto South Stream, che avrebbe connesso la Russia all'Unione Europea. L'accordo si inseriva in una più ampia intesa strategica che le due compagnie avevano siglato nel novembre del 2006 e che avrebbe permesso a Gazprom di entrare nel mercato della distribuzione e vendita del gas naturale in Italia e a Eni di sviluppare progetti di ricerca ed estrazione di idrocarburi in Siberia.
Nel novembre 2007 Eni e Gazprom hanno firmato poi un accordo per la costituzione della società South Stream AG, controllata pariteticamente dai due soci, con lo scopo di commissionare lo studio di fattibilità e commerciabilità del progetto. La società venne effettivamente costituita a gennaio dell'anno seguente. L'ex presidente del Consiglio italiano, Romano Prodi, ha più volte rifiutato l'offerta di diventare presidente della società South Stream AG. Indagini parlamentarie italiane hanno rivelato che la Central Energy Italian Gas Holding (CEIGH), parte di Centrex Group, ha svolto un ruolo importante nel lucroso accordo. Bruno Mentasti-Granelli, un intimo amico di Berlusconi, possedeva il 33% di CEIGH.
Il Parlamento italiano bloccò il contratto e accusò Berlusconi di avere un conflitto di interessi nell'accordo Eni-Gazprom.
Il 15 maggio 2009, alla presenza dei premier Silvio Berlusconi e Vladimir Putin, gli amministratori delegati delle due società, Paolo Scaroni e Alexei Miller, hanno firmato un secondo documento integrativo del memorandum d'intesa esistente, ribadendo l'importanza del progetto e stabilendone la sua espansione in termini di capacità.
Nel frattempo, la Russia ha siglato con Bulgaria, Ungheria, Grecia e Serbia accordi intergovernativi che sancivano l'entrata di questi Paesi nel progetto. Accordi di natura commerciale sono stati contemporaneamente firmati da Gazprom con la compagnia serba Srbjiagas, quella greca DEFSA e quella bulgara Bulgaria Energy Holding, più la Banca di sviluppo Ungherese. Altri accordi erano in fase di considerazione anche con Slovenia ed Austria. Il 6 agosto 2009, il premier turco, Erdoğan, e il russo, Putin, hanno firmato, alla presenza di Berlusconi e Scaroni, un accordo intergovernativo che permetterà al gasdotto South Stream di attraversare le acque territoriali turche del mar Nero.
Nel maggio 2014, viene reso noto che il contratto di costruzione della parte bulgara del gasdotto è stata assegnata alla Stroytransgaz, una compagnia controllata dall'oligarca Gennady Timchenko tramite la società Volga Group. A seguito dell'inclusione di Timchenko nella lista di persone sottoposta alle Sanzioni Internazionali conseguenti l'annessione della Crimea si concretizza il blocco dei lavori per il South Stream in Bulgaria, evento a cui il Presidente della Federazione Russa Putin fa seguire l'annuncio della sospensione a tempo indeterminato dell'intero progetto energetico per la realizzazione del gasdotto South Stream a vantaggio della realizzazione di un gasdotto attraverso la Turchia: tale decisione è stata palesata il 1º dicembre 2014 nel corso di una conferenza stampa con il presidente turco Recep Tayyip Erdoğan. Nel contempo, il Cremlino ha comunicato l'applicazione ad Ankara di uno sconto di circa il 6% sulle forniture energetiche dal 2015 e aperto a nuovi programmi energetici passanti per l'Europa mediterranea.
Il 29 dicembre 2014 Gazprom ha acquistato le quote del progetto appartenenti ad altre compagnie, tra cui Eni, divenendo l'unica proprietaria del progetto.
Il 12 gennaio 2016, l'esperto energetico bulgaro Atanas Tassev in un'intervista pubblicata sul quotidiano di Sofia, lo Štandart, comunicava la ripresa dei lavori di realizzazione del gasdotto, favorita dal deterioramento delle relazioni tra Russia e Turchia e dal trend negativo dell'economia cinese. Lo stesso primo ministro bulgaro Bojko Borisov confermava che la realizzazione rientrava in un pacchetto di provvedimenti in attuazione nell'Unione europea.

## Percorso e caratteristiche tecniche
Il tracciato del gasdotto è diviso in due grossi tronconi, la sezione offshore nel Mar Nero e quella su terra.
Il tratto nel Mar Nero è lungo circa 900 km ed in alcuni punti arrivava alla profondità di -2.250 m; non è stato ancora fissato il tragitto preciso che, tuttavia, probabilmente doveva partire dal porto russo di Beregovaya fino ad arrivare a quello bulgaro di Varna.
Il tratto continentale non è stato ancora determinato e sono allo studio due diverse linee. Una prevista dentro la penisola Balcanica e da qui verso l'Austria, l'altra è prevista verso l'Italia, passando per la Grecia ed il canale di Otranto.
Sebbene non esistessero ancora né accordi intergovernativi con l'Austria né accordi commerciali con la principale compagnia austriaca, la OMV, un importante tassello verso la realizzazione del gasdotto era stata l'acquisizione da parte di Gazprom del 50% della società che controlla l'hub gasifero di Baumgarten, possibile punto di approdo del braccio nord del South Stream.
La capacità del gasdotto inizialmente prevista era di 31 miliardi di metri cubi all'anno; successivamente, con la firma del secondo addendum al memorandum di intesa, era più che raddoppiata arrivando a 63 miliardi di metri cubi/anno.
Sebbene lo studio di fattibilità non fosse stato ancora terminato, le prime stime sul costo totale del progetto erano progressivamente cresciute fino a toccare la cifra di 19-24 miliardi di euro.